# Europaspiele 2023/Breaking
Bei den Europaspielen 2023 wurden zwei Wettbewerbe im Breaking ausgetragen.
Die Wettbewerbe dienten gleichzeitig als Qualifikation für die Olympischen Sommerspiele 2024. Die Sieger erhielten einen Quotenplatz für Paris 2024.

## Bilanz

### Medaillenspiegel
| Platz  | Land        | Gold | Silber | Bronze | Gesamt |
| ------ | ----------- | ---- | ------ | ------ | ------ |
| 1      | Niederlande | 1    | 1      | —      | 2      |
| 2      | Frankreich  | 1    | —      | —      | 1      |
| 3      | Ukraine     | —    | 1      | —      | 1      |
| 4      | Litauen     | —    | —      | 1      | 1      |
| 4      | Österreich  | —    | —      | 1      | 1      |
| Gesamt | Gesamt      | 2    | 2      | 2      | 6      |

### Medaillengewinner
| Disziplin      | Gold          | Silber          | Bronze          |
| -------------- | ------------- | --------------- | --------------- |
| Männer B-Boys  | „Dany“ (FRA)  | „Menno“ (NED)   | „Lil Zoo“ (AUT) |
| Frauen B-Girls | „India“ (NED) | „Stefani“ (UKR) | „Nicka“ (LTU)   |